# Pilot (Pferd)
Pilot (* 4. März 1974 in Wattenscheid als Pierino; † 1991) war ein brauner Westfalenhengst.
Am 4. März 1974 kam Pilot als Pierino in der Tierklinik von Peter Cronau in Wattenscheid als Sohn des Pilatus zur Welt.
Er war selbst im Sport aktiv, doch seine Sportkarriere endete aufgrund eines Beckenbruchs, der ihm Jahre lang Probleme bereitete. In der Zucht wurde er dennoch weiterhin eingesetzt. 1991 wurde er eingeschläfert, da er eines Morgens nicht mehr aufstehen konnte.
Als Zuchthengst war Pilot außerordentlich erfolgreich. Als er 16 Jahre alt war, hatten seine Nachkommen gemeinsam schon über 1 Million Deutsche Mark gewonnen. Pilot gilt somit als jüngster Gewinnsummen-Millionär der Geschichte. Als Zuchthengst ist er Begründer einer Hengstlinie mit rund 70 gekörten Söhnen. Allerdings konnten diese sich züchterisch noch nicht durchsetzen. Die Nachkommen von Pilot galten als nicht leichtrittig, ihnen eilte der Ruf voraus, Profi-Pferde zu sein.

## Bekannteste Nachkommen
- P.S. Priamos (* 1982), Westfale, Fuchs, Reiter: Dirk Hafemeister und Ludger Beerbaum (ab 1996), zweimal in Folge WM-Gold für Deutschland, Gewinnsumme: 847.235 Euro.
- Bugatti Pedro (* 1979), Westfalen-Wallach, Reiter: Wolfgang Brinkmann, Team-Gold bei den Olympischen Spielen in Seoul 1988.
- Pirol, Reiter: Lesley McNaught, EM-Gold 1993.
- Partisan, 1992 EM-Gold bei den Jungen Reitern.
- Pilot’s High Flight, Reiter: Valerio Sozzi, Sieger in Nationenpreisen und Weltcup-Teilnehmer
- Poker (* 1986), Westfalen-Hengst, Reiter: Otto Becker, später Chuck Watters, 16 Nationenpreissiege
- Pialotta (* 1991), Westfalen-Stute, Reiter: u. a. Rolf-Göran Bengtsson und Edwina Alexander, mit Bengtsson Einzelbronze und Mannschaftssilber bei der Europameisterschaft 2001, führte 2001 die Weltrangliste der besten Springpferde an
- Prinzregent (* 1990), Bayerischer Hengst, Reiter: Norbert Koof, Lebensgewinnsumme von über 100.000 DM